# Ranko Despotović
Ranko Despotović (Chirilice sârbe: Paнкo Дecпoтoвић ; n. 21 ianuarie 1983 în Loznica) este un fotbalist sârb care joacă pe postul de atacant. Evoluează din 2009 pentru echipa UD Salamanca, împrumutat de la Real Murcia. A jucat în România în anul 2008 pentru Rapid București, marcând 4 goluri în 8 meciuri.